# Riks
Riks är en svensk mediekanal. Den lanserades år 2020 av Sverigedemokraterna, kanalen ägs sedan 2024 av redaktören Jacob Hagnell genom Rplay Nordic Media AB. Bland programledarna finns Richard Sörman, Monika Brodzinska, Daniella Hansson, Elin Johansson, Dick Erixon och tidigare fanns även Denice Westerberg och Rebecka Fallenkvist. Den ansvariga utgivaren är Richard Sörman. Innehållet ges främst ut i form av videor på plattformen Youtube. 

## Historik
Riks lanserades år 2020 av genom deras helägda webbtidning Samtiden, med ambitionen att mediekanalen inte skulle vara parti-TV.
På ett partistyrelsemöte i juni 2024 sålde Sverigedemokraterna mediekanalen. Enligt partiet såldes kanalen för att de, av principskäl, inte ville inte äga några medier. Den såldes till redaktören Jacob Hagnell, kanalen ägs av honom genom företaget Rplay Nordic Media AB.

## Kontroverser
Hösten 2022 togs programledaren Rebecka Fallenkvist ur tjänst, efter att hon beskrivit Anne Frank som "sedeslös" och "kåtheten själv" i ett inlägg på Instagram. Uttalandet kritiserades av judiska organisationer i Sverige och Israels ambassadör i Sverige.
I oktober 2022 uppmärksammade flera medier att Christopher Jarnvall, tidigare programledare på Riks, sålt hemliga försvarsuppgifter till utlandet i början av 00-talet.
2024 uppdagades i Kalla Fakta om fortsatta nära kopplingar mellan Sverigedemokraternas kommunikationsavdelning och kanalen trots att kanalen officiellt sålts med motiveringen att kanalen inte skulle vara en del av Sverigedemokraternas kommunikationsavdelning.

## Personal
- Jacob Hagnell, VD

### Ansvarig utgivare
- 2023–2024: Dick Erixon
- 2024–: Richard Sörman

### Journalister
- 2020–2022: Rebecka Fallenkvist
- 2021–2023: Denice Westerberg
- 2022–2024: Daniella Hansson
- 2024–: Elias Norgren
- 2024–: Nickie Swetzen
- 2024–: Rebecca Sempill
- 2024–: Isabelle Eriksson